# 정마그마 광상
정마그마광상(Orthomagmatic Deposit, 正마그마鑛床, 마그마분화광상)은 고온의 마그마가 냉각됨에 따라 휘발성이 없는 무거운 금속 산화물과 황화물이 먼저 가라앉아 형성된 광상이다. 약 600°C에서 형성되며, 자철석, 크롬철석, 티탄철석, 니켈등이 주로 산출된다.

## 한국

### 홍천군
홍천 철-희토류광상은 강원특별자치도 홍천군 두촌면 천지리에서 자은리에 걸쳐 선캄브리아기의 변성퇴적암에 발달하는 철-희토류 원소 광상이다. 

### 포천시
고남산 자철석 광산, 고남산 티타늄-자철광상은 경기도 포천시 관인면 삼율리의 고남산 각섬암에 발달하는 티타늄-자철석 광상이다. 이 광상은 염기성 층상 관입암을 모암으로 하는 정마그마형 광상으로 연간 약 20만 톤 정도의 철을 생산한다.

## 같이 보기
- 스카른